# Queen + Paul Rodgers Tour
Tournées par Queen + Paul Rodgers
The Magic Tour
(1986) Rock The Cosmos Tour
(2008)
Queen + Paul Rodgers Tour est une tournée mondiale en 2005-2006 du supergroupe nouvellement formé Queen + Paul Rodgers, composé de Brian May et Roger Taylor (respectivement guitariste et batteur du groupe britannique Queen) et du chanteur Paul Rodgers. Il s'agit de la première tournée de Queen depuis 1986 et le décès de son chanteur Freddie Mercury en 1991. Le bassiste de Queen, John Deacon, en retraite musicale depuis 1997, n'a pas participé à la tournée
Un album live est sorti par la suite en CD et DVD, tiré du concert donné à Sheffield le 9 mai 2005.

## Origine

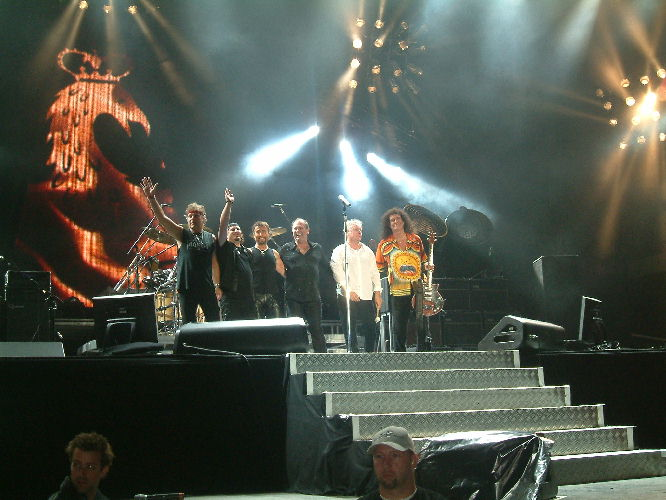
Queen + Paul Rodgers à Koln.

Le 24 septembre 2004, Brian May participait à un concert marquant le 50e anniversaire de la fameuse guitare Fender Stratocaster, en compagnie de plusieurs autres artistes. Pour la première fois, il se produisit avec Paul Rodgers, chanteur de Free et Bad Company, afin d'interpréter un classique de Free, All Right Now.
Après ce concert, Brian expliqua que leur duo créa une certaine alchimie. Par la suite, il invita Paul Rodgers lorsque Queen fut introduit au Music Hall of Fame en Grande-Bretagne. Une fois encore, l'alchimie fonctionne et par la suite, Roger Taylor annonça, le 11 décembre 2004, lors de l'émission Wetten, dass…? sur une chaîne de télévision allemande, que Queen partirait en tournée en 2005 accompagné de Paul Rodgers. La tournée ne devait à l'origine comprendre que certains pays en Europe et le concert caritatif 46664 de cette année. Cependant, à la fin de la tournée européenne, de nouvelles dates aux États-Unis et au Japon furent ajoutées, puis une tournée complète aux États-Unis pour l'année 2006.

## Liste des morceaux interprétés

### 2005
1. Lose Yourself
2. Reachin' Out
3. Tie Your Mother Down
4. I Want to Break Free
5. Fat Bottomed Girls
6. Wishing Well
7. Crazy Little Thing Called Love
8. Say It's Not True
9. '39
10. Love of My Life
11. Hammer to Fall (slow/fast)
12. Feel Like Makin' Love
13. Let There Be Drums
14. I'm in Love With My Car
15. Brighton Rock Solo
16. Last Horizon
17. These Are the Days of Our Lives
18. Radio Ga Ga
19. Can't Get Enough
20. A Kind of Magic
21. I Want It All
22. Bohemian Rhapsody

Rappel :
1. The Show Must Go On
2. All Right Now
3. We Will Rock You
4. We Are the Champions
5. God Save the Queen

#### Autres chansons
- Little Bit of Love (lors des six premiers concerts)
- Seagull (lors des six premiers concerts)
- Another One Bites the Dust (à partir de Birmingham)
- Under Pressure (durant six concerts en Angleterre et en Irlande)
- 'Fire and Water (Belfast, Dublin et Tokyo)
- Long Away (un vers – Pesaro, Budapest, Yokohama, Nagoya, Fukuoka)
- Tavaszi Szél Vizet Áraszt (extrait – Budapest)
- '39 – deux vers (première fois à Leipzig, puis presque tous les concerts)
- Danube Waltz (pendant le solo de guitare à Vienne)
- Molly Malone (pendant le solo de guitare à Dublin)
- Sakura (pendant le solo de guitare à Tokyo)
- Sunshine of Your Love (extrait – Newcastle)
- Imagine (Hyde Park)
- Bad Company (Aruba, aux États-Unis, deux concerts au Japon)
- Rock 'n' Roll Fantasy (Aruba, aux États-Unis)
- Teo Torriatte (au Japon)
- I Was Born to Love You (au Japon)

### 2006
1. Lose Yourself
2. Reachin' Out
3. Tie Your Mother Down'
4. Fat Bottomed Girls
5. Can't Get Enough
6. Take Love
7. Crazy Little Thing Called Love
8. Love of My Life
9. Hammer to Fall fast
10. Feel Like Makin' Love
11. Let There Be Drums
12. I'm in Love With My Car
13. Guitar solo
14. Last Horizon
15. Bad Company
16. Dragon Attack
17. These Are the Days of Our Lives
18. Radio Ga Ga
19. Under Pressure
20. The Show Must Go On
21. Bohemian Rhapsody

Rappel :
1. We Will Rock You
2. All Right Now
3. We Are the Champions
4. God Save the Queen

#### Autres chansons
- I Want to Break Free (neuf concerts)
- '39 (quatre concerts)
- Say It's Not True (Miami)
- C-lebrity (for the first time in new song) (Las Vegas)
- Red House (Vancouver)

## Dates de la tournée
| Date               | Ville               | Pays               | Lieu                       | Première partie                   | Spectateurs |
| ------------------ | ------------------- | ------------------ | -------------------------- | --------------------------------- | ----------- |
| Afrique du Sud     |                     |                    |                            |                                   |             |
| 19 mars 2005       | George              | Afrique du Sud     | Fancourt                   |                                   | 20 000      |
| Europe             |                     |                    |                            |                                   |             |
| 28 mars 2005       | Londres             | Royaume-Uni        | Brixton Academy            |                                   | 4 500       |
| 30 mars 2005       | Paris               | France             | Le Zénith                  |                                   | 6 932       |
| 1er avril 2005     | Madrid              | Espagne            | Palacio de los Deportes    |                                   | 14 000      |
| 2 avril 2005       | Barcelone           | Espagne            | Palau Sant Jordi           |                                   | 18 000      |
| 4 avril 2005       | Rome                | Italie             | Palalottomatica            |                                   | 9 400       |
| 5 avril 2005       | Milan               | Italie             | Datch Forum di Assago      |                                   | 13 000      |
| 7 avril 2005       | Florence            | Italie             | Nelson Mandela Forum       |                                   | 10 000      |
| 8 avril 2005       | Pesaro              | Italie             | BPA Palas                  |                                   | 11 000      |
| 10 avril 2005      | Bâle                | Suisse             | Halle Saint-Jacques        |                                   | 9 000       |
| 13 avril 2005      | Vienne              | Autriche           | Stadthalle                 |                                   | 11 000      |
| 14 avril 2005      | Munich              | Allemagne          | Olympiahalle               |                                   | 10 000      |
| 16 avril 2005      | Prague              | République tchèque | Sazka Arena                |                                   | 15 783      |
| 17 avril 2005      | Leipzig             | Allemagne          | Leipzig Arena              |                                   | 11 000      |
| 19 avril 2005      | Francfort           | Allemagne          | Festhalle                  |                                   | 10 000      |
| 20 avril 2005      | Anvers              | Belgique           | Sportpaleis                |                                   | 18 000      |
| 23 avril 2005      | Budapest            | Hongrie            | Budapest Sports Arena      |                                   | 12 000      |
| 25 avril 2005      | Dortmund            | Allemagne          | Westfalenhalle             |                                   | 9 000       |
| 26 avril 2005      | Rotterdam           | Pays-Bas           | Ahoy Hall                  |                                   | 10 500      |
| 28 avril 2005      | Hambourg            | Allemagne          | Color Line Arena           |                                   | 16 000      |
| 30 avril 2005      | Stockholm           | Suède              | Globen                     |                                   | 10 000      |
| 3 mai 2005         | Newcastle           | Royaume-Uni        | Metro Radio Arena          |                                   | 10 000      |
| 4 mai 2005         | Manchester          | Royaume-Uni        | MEN Arena                  |                                   | 17 000      |
| 6 mai 2005         | Birmingham          | Royaume-Uni        | NEC Arena                  |                                   | 12 000      |
| 7 mai 2005         | Cardiff             | Pays de Galles     | International              |                                   | 10 000      |
| 9 mai 2005         | Sheffield           | Royaume-Uni        | Hallam FM Arena            |                                   | 12 000      |
| 11 mai 2005        | Londres             | Royaume-Uni        | Wembley Arena              |                                   | 12 000      |
| 13 mai 2005        | Belfast             | Irlande du Nord    | Odyssey Arena              |                                   | 8 000       |
| 14 mai 2005        | Dublin              | Irlande            | Point Theatre              |                                   | 7 500       |
| 2 juillet 2005     | Lisbonne            | Portugal           | Estádio do Restelo         | Hands on Approach, The Fingertips | 29 000      |
| 6 juillet 2005     | Cologne             | Allemagne          | Rhein-Energie Stadion      |                                   | 26 700      |
| 10 juillet 2005    | Arnhem              | Pays-Bas           | Gelredome                  | Krezip                            | 30 000      |
| 15 juillet 2005    | Londres             | Royaume-Uni        | Hyde Park                  | Razorlight, Peter Kay             | 60 000      |
| Aruba & États-Unis |                     |                    |                            |                                   |             |
| 8 octobre 2005     | Oranjestad          | Aruba              | Entertainment Left         |                                   | 5 000       |
| 16 octobre 2005    | East Rutherford     | États-Unis         | Continental Airlines Arena |                                   | 15 000      |
| 22 octobre 2005    | Los Angeles         | États-Unis         | Hollywood Bowl             |                                   | 16 305      |
| Japon              |                     |                    |                            |                                   |             |
| 26 octobre 2005    | Saitama             | Japon              | Saitama Super Arena        |                                   | 26 500      |
| 27 octobre 2005    | Saitama             | Japon              | Saitama Super Arena        |                                   | 26 500      |
| 29 octobre 2005    | Yokohama            | Japon              | Yokohama Arena             |                                   | 16 500      |
| 30 octobre 2005    | Yokohama            | Japon              | Yokohama Arena             |                                   | 16 500      |
| 1er novembre 2005  | Nagoya              | Japon              | Nagoya Dome                |                                   | 16 500      |
| 3 novembre 2005    | Fukuoka             | Japon              | Fukuoka Dome               |                                   | 16 000      |
| Amérique du Nord   |                     |                    |                            |                                   |             |
| 3 mars 2006        | Miami               | États-Unis         | American Airlines Arena    |                                   | 14 602      |
| 4 mars 2006        | Jacksonville        | États-Unis         | Veterans Memorial Arena    |                                   | 4 560       |
| 7 mars 2006        | Duluth              | États-Unis         | Gwinnett Center            |                                   | 9 060       |
| 8 mars 2006        | Washington          | États-Unis         | MCI Center                 |                                   | 13 460      |
| 10 mars 2006       | Worcester           | États-Unis         | DCU Center                 |                                   | 13 00       |
| 12 mars 2006       | Uniondale           | États-Unis         | Nassau Coliseum            |                                   | 8 100       |
| 14 mars 2006       | Philadelphie        | États-Unis         | Wachovia Spectrum          |                                   | 12 168      |
| 16 mars 2006       | Toronto             | Canada             | Air Canada Centre          |                                   | 11 279      |
| 17 mars 2006       | Buffalo             | États-Unis         | HSBC Arena                 |                                   | 8 581       |
| 20 mars 2006       | Pittsburgh          | États-Unis         | Mellon Arena               |                                   | 5 021       |
| 21 mars 2006       | Cleveland           | États-Unis         | Quicken Loans Arena        |                                   | 8 440       |
| 23 mars 2006       | Rosemont (Illinois) | États-Unis         | Allstate Arena             |                                   | 7 441       |
| 24 mars 2006       | Auburn Hills        | États-Unis         | Palace of Auburn Hills     |                                   | 13 303      |
| 26 mars 2006       | Saint Paul          | États-Unis         | Xcel Energy Center         |                                   | 7 923       |
| 27 mars 2006       | Milwaukee           | États-Unis         | Bradley Center             |                                   | 6 692       |
| 31 mars 2006       | Glendale            | États-Unis         | Glendale Arena             |                                   | 8 345       |
| 1er avril 2006     | San Diego           | États-Unis         | Cox Arena                  |                                   | 6 030       |
| 3 avril 2006       | Anaheim             | États-Unis         | Arrowhead Pond             |                                   | 6 439       |
| 5 avril 2006       | San José            | États-Unis         | HP Pavilion Left           |                                   | 8 805       |
| 7 avril 2006       | Las Vegas           | États-Unis         | MGM Grand Arena            |                                   | 14 566      |
| 10 avril 2006      | Seattle             | États-Unis         | Key Arena                  |                                   | 8 363       |
| 11 avril 2006      | Portland            | États-Unis         | Rose Garden Arena          |                                   | 11 565      |
| 13 avril 2006      | Vancouver           | Canada             | Pacific Coliseum           |                                   | 13 767      |
| 25 mai 2006        | Las Vegas           | États-Unis         | Mandalay Bay Events Center |                                   |             |

## Déroulement de la tournée

### Tournée 2005

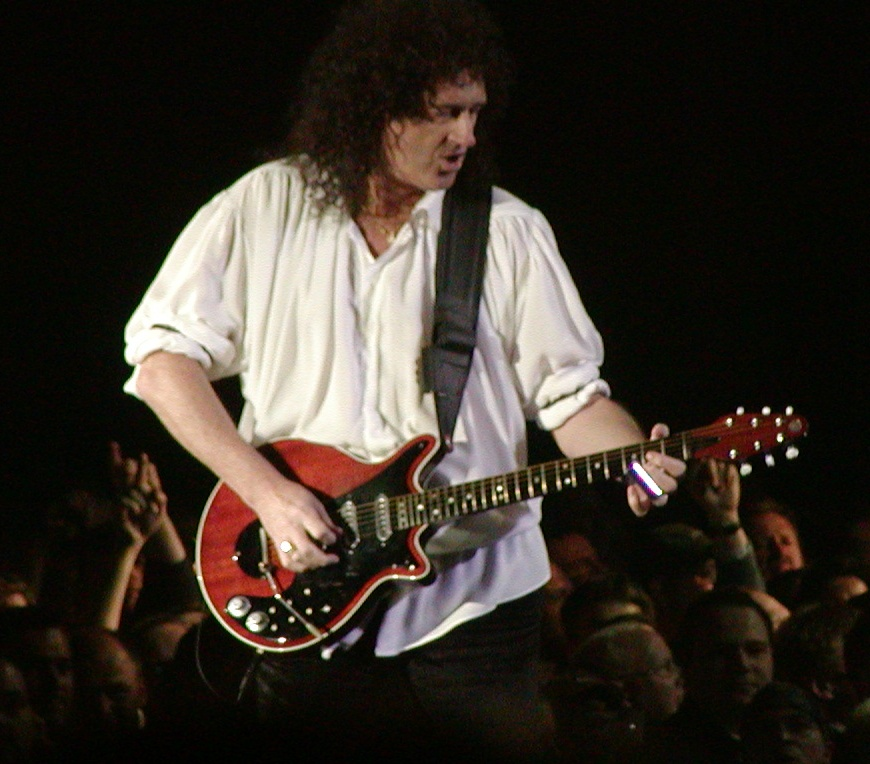
Brian May jouant durant la tournée.

La tournée 2005 fut plein de petits changements dans la setlist, principalement dus à la condition de la voix de Paul Rodgers. Pour cette raison, certaines des chansons de ses groupes précédents Free et Bad Company disparurent fréquemment, alors que d'autres chansons issues du répertoire de Queen furent chantées par Brian May, Roger Taylor ou Paul Rodgers, comme Hammer To Fall ou I Want It All.
Certains passages de I Want To Break Free furent chantés par le public, tout comme lorsque Queen était en tournée avec Freddie Mercury. Bohemian Rhapsody était en fait un duo virtuel entre Paul Rodgers qui chantait la partie rock et Freddie Mercury (grâce à la vidéo et des extraits du concert de Wembley de 1986) qui chantait les autres parties.

### Tournée 2006
Si la tournée de 2005 était pleine de surprises dues aux problèmes de voix de Paul Rodgers entrainant plusieurs changements dans la setlist, celle de 2006 en Amérique du Nord se révéla assez peu surprenante. Peu de changements dans les chansons, des concerts plus courts que l'année précédente, un public qui répondit moins bien au groupe lors des shows (ce qui rappelle assez le concert de Montréal en 1981 sorti en DVD, où le public semblait assez mou), plusieurs éléments firent de la tournée nord-américaine un moins bon spectacle. En outre, les salles étaient rarement remplies au maximum de leur capacité.
Heureusement, cela est contrebalancé par deux nouvelles chansons rajoutées à la setlist : Take Love, que Paul Rodgers avait récemment écrit pour le groupe, et Dragon Attack, une chanson tirée de l'album de Queen The Game, sorti en 1980.

## Les différents concerts

### Londres
Lors de la deuxième date de la tournée le 28 mars 2005, une personne dans le public suggère à Brian May de chanter '39 alors qu'elle n'était à l'origine pas prévue dans la setlist. Brian May l'interpréta néanmoins, et la chanson resta dans les setlists des concerts suivants.

### Rome
À la suite du décès du pape Jean-Paul II survenu deux jours plus tôt, le concert du 4 avril 2005 à Rome débuta avec une minute de silence. Les deux autres concerts italiens de la tournée à Milan et à Florence commencèrent également avec cette minute de silence en son hommage.

### Francfort
À partir de Francfort (concert du 19 avril 2005 et durant presque tous les concerts qui suivirent, Roger Taylor essaya de sensibiliser le public en l'encourageant à utiliser des préservatifs, le plus souvent en faisant des blagues comme « j'en porte un moi-même en ce moment ». En général, le public lui répondit en jetant des préservatifs sur la scène.

### Manchester
C'est lors du concert du 4 mai 2005 à Manchester que la chanson Under Pressure a été introduite au public par Peter Kay et Patrick McGuinness, deux célèbres comédiens britanniques, qui chantèrent également le refrain de Max & Paddy et des extraits d'Amarillo, une chanson country.

### Sheffield
Le concert du 9 mai 2005 est enregistré pour une sortie ultérieure en CD et DVD. Cependant, deux chansons interprétées ce soir n'y sont pas intégrés : Lose Yourself et Under Pressure. Brian May avait dit, à la suite de plusieurs critiques, qu'il valait mieux mal jouer Under Pressure que ne pas la jouer du tout.
La mère de Freddie Mercury était présente ce soir-là. Brian lui dédicaça la chanson Love of My Life, plutôt qu'à Freddie lui-même à qui il l'a dédicace habituellement.

### Cologne
Le 6 juillet 2005, le casting entier de la comédie musicale We Will Rock You (troupe de Cologne) rejoint le groupe à la fin du concert pour interpréter avec eux les deux dernières chansons, We Will Rock You et We Are The Champions.

### Hyde Park
Le concert du 15 juillet 2005 à Hyde Park était prévu à l'origine le 8 juillet mais a été repoussé au 15, à cause des attentats terroristes sur Londres le 7 juillet.

### Anaheim
Lors du concert d'Anaheim le 3 avril 2006, Taylor Hawkins en personne, batteur des Foo Fighters, apporte sa fameuse Red Special à Brian May sur la scène, tâche normalement dévolue à l'un des roadies. Cette apparition était totalement imprévue et Brian May fut surpris de le voir.

### San José
Deux jours plus tard à San José, le 5 avril 2006, deux autres stars du hard rock étaient présentes. Avant d'entamer Hammer To Fall, Brian May dit au micro : « Are you ready to rock? We have a couple of guys here tonight that really know how to rock. We dedicate this next song to a couple of the guys from Metallica that are here tonight. » (« Vous êtes prêts pour le rock ? On a deux gars ici ce soir qui savent vraiment ce qu'est le rock. On dédicace la prochaine chanson à ces deux gars de Metallica ici ce soir. »)
Effectivement, James Hetfield et Kirk Hammett se trouvaient à la table de mixage et semblaient beaucoup apprécier le concert.

### Las Vegas
Le dernier concert de la tournée Queen + Paul Rodgers est en fait un mini-concert de cinq chansons, donné au fameux Mandalay Bay (bien connu des aficionados des Experts) et retransmis à la télévision sur la chaîne VH1. Avec Judas Priest, Def Leppard et Kiss, Queen sont les premiers à entrer au tout nouveau VH1 Rock Honors de Las Vegas.
Certaines des cinq chansons sont interprétées avec d'autres artistes, notamment :
- Tie Your Mother Down (avec les Foo Fighters)
- Under Pressure (qui ne fut pas diffusée à la télévision)
- The Show Must Go On
- We Will Rock You (avec pas moins de trois batteurs : Roger Taylor, Dave Grohl de Nirvana et Taylor Hawkins des Foo Fighters)
- We Are The Champions (avec les Foo Fighters)

## Personnel
- Brian May – guitare, chant
- Roger Taylor – percussions, chant
- Paul Rodgers - chant, guitare, piano

### Extras
- Spike Edney – claviers, chœurs
- Danny Miranda - guitare basse, guitare acoustique, chœurs
- Jamie Moses - guitare rythmique, chœurs